# 共同生活空間
共同生活空間（英語：Co-living Space）是指為讓人們共同生活（co-living）的場域、空間。其中共同生活（或簡稱「共生」）是一種非建立於血緣關係的新型態的居住形式，一種利用共享空間與設施創造人際互動與社群，並重視開放、分享與合作的現代都市的生活精神。

## 簡介

### 定義
倫敦的共同生活空間業者在官網中如此描述：Co-living is a way of living focused on a genuine sense of community, using shared spaces and facilities to create a more convenient and fulfilling lifestyle.

### 空間特徵
居住使用者通常不會直接購買房屋或居住的物件，而是透過租用的方式取得空間的使用權。空間分為分散式空間，如:一般公寓、合租公寓、合住公寓(shared house）及集中式空間，如:一整棟式的大樓。

### 主要受眾
因為租期較一般租賃套房、公寓更為彈性，短至數禮拜、長至數年，吸引許多來到異鄉打拼生活或正在都市中找尋更緊密社群關係的年輕人，抑或想在短時間浸染於當地文化及適應新生活習慣的旅人或數位遊牧民族（Digital Nomad） （页面存档备份，存于）、無特定工作地點的自由工作者(Freelancer)、新創企業創辦人、共同工作者(Corporate Workers)。

## 起源

### 全球
在共同生活概念興起之前，美國紐約市在1920年代已經有共用設施且鄰居間交流融洽的合作公寓；中式的四合院、客家的圍屋等都有相似的特性。
共同生活的源起可回溯至六零年代在美國的一群家庭認為當時的房屋及社區制度不符他們的需求，在1967年組織了約五十個家庭成為一個理念社區，成為第一個現代共同住宅計畫（Co-housing)。臥房獨立，共享廚房、餐廳、洗衣等公共空間並從單一理念發展出更為多元的共同住宅，如:共同照顧長者和幼者、共食、共耕....等模式。

### 台灣
在台灣，傳統的居住單元，包括合院、眷村、店屋式住宅、大家庭式宅邸等某種程度上也是「共同生活」的一種樣態，只是社區中的住戶關係主要建立於血緣及地緣關係上，通常居民互動密切、擁有相似的價值觀。
現今我們所熟悉或常見的住宅格局，這樣的現代集合住宅事實上為西方工業化與都市化過程中被生產出來之住宅型態。這樣的住宅隨著1945年國民政府來台，外來人口湧入後，約在 1950 年代在台灣落地生根，並隨著1960、70年代台灣經濟蓬勃發展、大量人口移入都市，再結合美援資金的技術協助、剛起步的國家政策與計畫，現代化的住宅形式大量被移殖到我們的土地上，並在土壤中慢慢地演變。並且，從單元平面來看，這一波公寓主要的「兩房兩廳」與 「三房兩廳」，以核心家庭為出發的標準空間格局，便成為如今我們所熟悉的居住模式－ 「公寓」，當時這個「核心家庭」幾乎無需言明地成為當時社會精英想像「理想家庭」 形式時最主要的家庭型態依據。
值得注意的是，這種核心家庭的本質是「性別角色分工型家庭」，透過有經濟能力的男性與可操持家務的女性組成，共建富裕的生活。然而隨著後工業化（post-industrialization）世代的來臨、女權運動的提倡以及生活方式的革命，都再再挑戰了以一夫一妻為基礎的核心家庭模式，種下日後新型態居住體驗-共同生活(co-living)在台灣發展的因子。

## 發展

### 全球
隨著網路的興起、交通的發達、房價居高不下、醫療進步全球平均年齡上升、工作型態的改變，如工作地點不再侷限於特定辦公室、共享經濟的崛起.....等因素，逐漸發展出共同生活的新形態居住形式。 而地點大多集中在居住成本較高的大都市，例如紐約、舊金山、倫敦、東京等。
- 日本-BORDERLESS HOUSE

在東京、大阪、首爾、台北有超過一百個物件，共累計超過五千人入住，於2014年開始於台灣經營，為台灣第一間Share House企業，在三個國家創造 當地與外國人文化交流的住宿空間，以多元文化交流的居住環境主要特色，因此每個床位都有針對國籍與性別做限定。
- 美國-Welive

成立於2016年，源自於共同工作空間(co-working space) –WeWork，主要提供美國紐約市及華盛頓中的物件，二、三人等多人房型，租期短至幾晚長至幾個月，旨在提供工作者們離開了辦公室後也有認識新朋友的機會。

### 台灣
來到20世紀，隨著台灣結婚年齡日漸提高、網路科技的發達、都市房價的高不可攀，年輕人在買不起房子、生活於核心家庭意願減低、移動性高、人際網絡疏離、工作型態翻新等狀態與困境下，共同居住便在此脈絡下在台灣發展。
台灣的共同居住相對於其他國家發展稍晚，但因應台灣住商混合、城市中多老舊公寓的地理與歷史特性，孕育出在地的共居文化。其現況屬於整層住宅的出租，由經營者將整戶住家重新改造過後，保留一般住家內的客廳、廚房等公共空間，再將各個房間（雅房或套房）及床位（多人合住於同一房間）對外分租予互不相識的居住者。
*BORDERLESS HOUSE TAIWAN
為日本社會企業BORDERLESS JAPAN旗下的BORDERLESS HOUSE，於2014年底來台經營，以多元文化交流的居住環境主要特色，其成立宗旨為「藉由共居的形式了解不同族群的的文化、語言，進而消彌彼此的偏見」，也有語言交換、海外物件交換等特色企劃給房客們。截至2018年，在日本、韓國、台灣已經有一百多間公寓，台灣目前有近200個床位，平均一間公寓有3-4個不同國籍的室友，在日常中體驗有如國外的生活環境。
- 玖樓 9floor

2015年底成立的玖樓，以自行出資的方式進行實驗，截至2017年12月，共改造了台北市 25 間老舊公寓，提供130個以上的床位，累積超過300位室友。將客廳、廚房打造成為類似咖啡館的半開放空間。除了空間的設計與改造，玖樓透過核心理念「房子是租來的，生活不是」與社群經營能力，使得居住者之間的居住氛圍更為緊密，也獲得不少媒體的露出與曝光。2017年開始，與新北市政府合作，於北大社會住宅進行「青銀共居」計畫及永和國光社會住宅之「青青共居」計畫，試圖創造社會住宅的多元可能發展。
- 共生實驗室Co_living Lab Apt.

2016年4月成立，現在已有22間公寓，提供超過80個床位。起源於看見外籍學生在台租房的困境，此外創辦人也致力於發展線上租房平台租客Ｚucker，優化租屋者的租房體驗。
- 香蕉同居中Banana Co-Living

2016年6月成立，前身為2012年7月成立的Banana Hostel，為青年旅館（Hostel）空間或經營者轉為經營共同居住空間的案例，以青年旅館概念延伸出共居空間，強調「生活比旅行更精彩」來營造空間氣氛，重視「生活品味」(lifestyle)，篩選有趣且個性鮮明的人們加入共同生活。現有物件皆位於台北市的熱鬧區位，包括中山、西門、東區、東門、五號等，每一公寓可居住人數在12-26人之間，各自形成社群也互相連結。
- 南宅

台灣的共居空間大多集中在房價高漲的台北，但也有案例南台灣，如台南的南宅青年，由學生發起成立，致力於將老屋改造成青年共生基地。
- 三峽北大青銀共居居住實驗計畫

2017年中，台灣新北市政府城鄉發展局與民間單位玖樓共生公寓合作推出「三峽北大青銀共居居住實驗計畫」，從位於三峽北大特區的社會住宅中，抽取3戶作為示範戶。玖樓應用原先於台北改造共居公寓的經驗，透過空間設計與社會設計，規劃出「青銀共居宅」，對外招租。
計畫分為三階段實行，第一階段於2017年7、8月舉辦三梯次三天體驗營，共吸引了473位青年與銀髮族報名 5；第二階段於2018年2月舉辦半年的Long Stay，預計招募6為青年與4為銀髮族室友，並根據前二階段的實驗結果，規劃第三階段長租的實行方式。

## 統計
相較於近年快速發展、同樣以社群經營為內涵的共同工作空間，整體共同居住空間屬於剛起步的階段，因此未來是否得以如共同工作空間蓬勃發展，或以國際企業的方式出現於不同的國家及地區，仍待未來市場驗證。然以以台灣的現況而言，多數的共居者皆因對於社群的需求、擁有相對開放與類似的價值觀入住，容易形成緊密的居住氛圍，也挑戰了傳統上完全以地點、租金、空間為考量的居住形式。且整個大台北的租屋人口約有100萬，目前市場上僅得以容納約不到500位共居者的情況下，供給仍屬極少，因此共同居住市場應會持續擴大，經營者在空間設備的經營、服務流程的體驗優化、擴大市佔率的同時，如何維持良好的社群氛圍與共居的核心精神則成為重要的課題。

## 延伸閱讀
- A Brief History of Co-Living Spaces （页面存档备份，存于）
- Inside the weird world of co-living, Silicon Valley’s attempt to solve the housing crisis （页面存档备份，存于）
- A global experiment in Roam co-living （页面存档备份，存于）
- Co-living, An Introduction for Southeast Asia （页面存档备份，存于）
- 5 Coworking Spaces With Co-living Accomodation in Asia （页面存档备份，存于）
- 台灣首次青銀共居實驗:不熟的新家人，怎麼豐富彼此的生命